# Cấu trúc sự kiện
Trong toán học và khoa học máy tính, một cấu trúc sự kiện đại diện cho một tập hợp các sự kiện, một số trong đó chỉ có thể được thực hiện sau một sự kiện khác (có sự <i id="mwCA">phụ thuộc</i> giữa các sự kiện) và một số trong đó có thể không được thực hiện cùng nhau (có xung đột giữa các sự kiện).

## Định nghĩa chính thức
Một cấu trúc sự kiện {\displaystyle (E,\leq ,\#)} bao gồm
- một bộ sự kiện {\displaystyle E}.
- một quan hệ thứ tự một phần trên {\displaystyle E} gọi là phụ thuộc nhân quả.
- một mối quan hệ đối xứng không phản xạ {\displaystyle \#} gọi là không tương thích (hoặc xung đột).

như vậy mà
- nguyên nhân hữu hạn: cho mọi sự kiện {\displaystyle e\in E}, bộ {\displaystyle [e]=\{f\in E|f\leq e\}} tiền thân của {\displaystyle e} trong {\displaystyle E} là hữu hạn
- xung đột di truyền: cho mọi sự kiện {\displaystyle d,e,f\in E}, nếu {\displaystyle d\leq e} và {\displaystyle d\#f} sau đó {\displaystyle e\#f}.